# Гален, Кристоф-Бернгард фон
Кристоф-Бернгард фон Гален (нем. Christoph Bernhard von Galen; 12 октября 1606 — 19 сентября 1678) — немецкий прелат, князь-епископ Мюнстерский с 1650 года.
Первым в Германских государствах, в 1665 году, занялся сдачей внаём (продажей) в солдаты своих подданных.

## Биография
Кристоф-Бернгард фон Гален родился в Вестфалии.
После смерти Фердинанда Баварского избранный в 1650 году князем-епископом, он, прежде всего, обратил свою заботливость на восстановление в своих владениях пришедшей в упадок церковной дисциплины, на устранение свирепствовавшего в то время голода и на содействие торговле и промышленности, а затем старался избавить страну от иноземных войск, которые ещё занимали некоторые её части. Будучи фанатичным католиком, Гален в 1657 г. атаковал округ Бентхайм (Bentheim), населённый кальвинистами. 
В 1665 году он принял участие, как союзник Англии, в войне с Нидерландами.

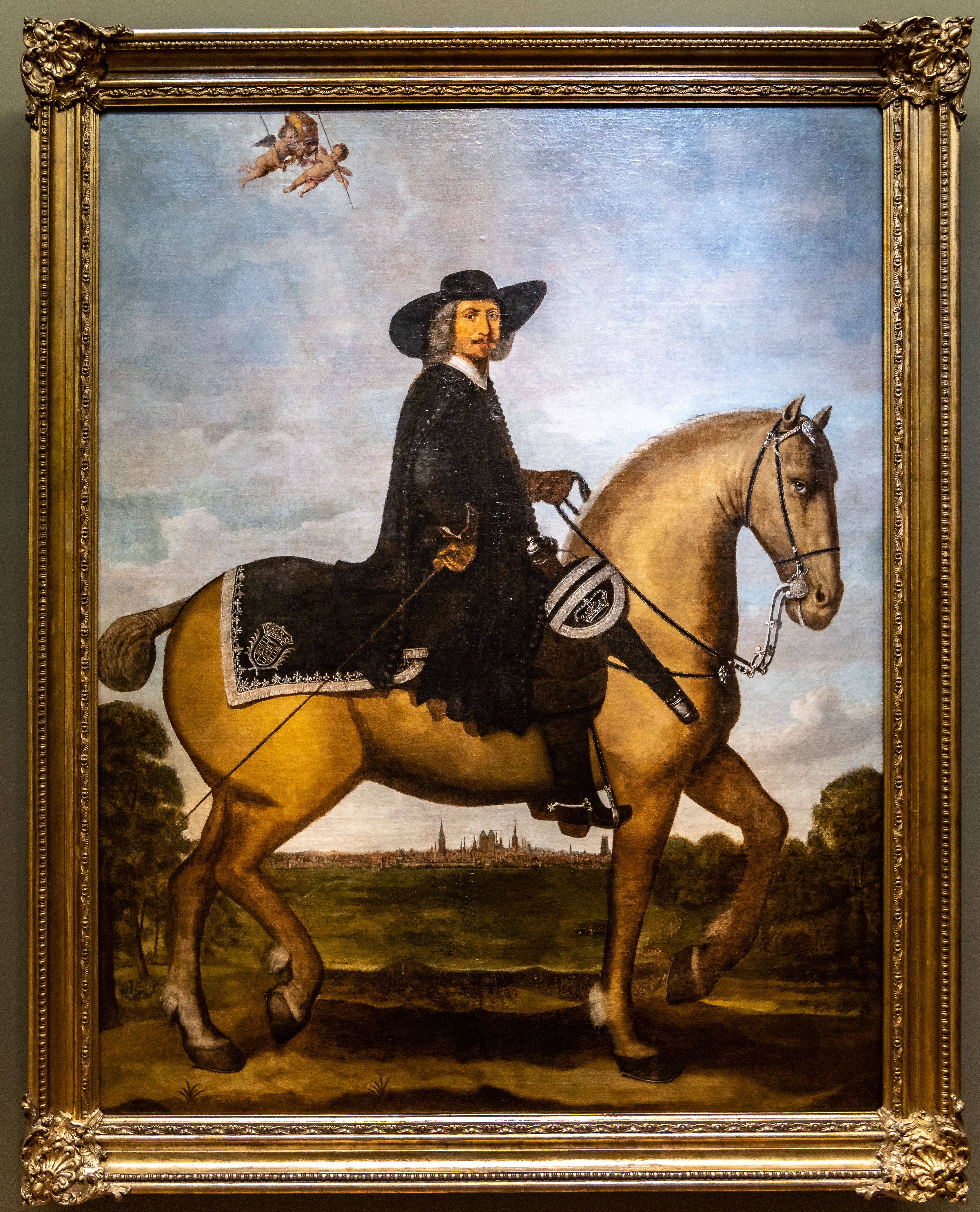
Бернгард фон Гален (1606—1678)

В 1672 году фон Гален присоединился к французскому союзу против Нидерландов, имея целью завоевать Гронинген. Сначала он вёл войну с большим успехом и в 1672-1674 гг. его войска оккупировали Сеньорию Оверэйссел. Но после поражения при Кевордене фон Гален заключил мир с Нидерландами и их союзниками (императором и курфюрстом Бранденбургским), а в 1675 году примкнул к союзу против Франции и не менее усердно сражался за империю, чем прежде за Францию.
В том же году он заключил с королём датским и курфюрстом Бранденбургским союз против Швеции, причём на него возложено было нападение на принадлежавшие тогда Швеции герцогства Бремен и Верден; первое из них было присоединено к Мюнстерскому князь-епископству.
Кристоф-Бернгард фон Гален умер в 1678 году во время переговоров о мире в Нимвегене